# Gerlinde Locker
Gerlinde Locker (Linz, 28 april 1938) is een Oostenrijkse actrice.

## Jeugd en opleiding
Na het bezoek aan het gymnasium en de school voor kunstnijverheid volgt Gerlinde Locker een opleiding als handweefster. Tijdens deze periode bezocht ze bijkomend vier jaar lang de toneelschool aan het Bruckner-conservatorium in Linz.

## Carrière
De dochter van een chemicus en een apotheker verliet na de vierde klas de middelbare school en volgde een driejarige opleiding als handweefster aan een school voor toegepaste kunst. Gedurende deze tijd volgde ze ook vier jaar de toneelschool aan het Bruckner Conservatorium in Linz.
Op 18-jarige leeftijd slaagde ze voor het toneelexamen in het Salzburg Mozarteum in 1956 en een jaar later in 1957 kreeg ze haar eerste verbintenis in het Linzer Landestheater. Zelfs tijdens haar latere filmcarrière bleef ze trouw aan het podium. Vanaf 1958 trad ze op in het Theater in der Josefstadt in Wenen, in het Renaissance Theater in Berlijn, in het Thalia Theater in Hamburg en op comedypodia in München, Frankfurt, Stuttgart en Berlijn. In 1968 en 1969 had ze gastoptredens bij de Salzburger Festspiele naast O.W. Fischer en in de komedie Der Schwierige van Hugo von Hofmannsthal.
In het jaar van haar theaterdebuut in 1957, had Gerlinde Locker ook haar eerste filmoptreden in de Heimatfilm Der Schandfleck, waarna ze een vijfjarig contract kreeg van de Weense productiemaatschappij Schönbrunnfilm. Er volgden nog 30 andere speelfilms van alle genres, waaronder Der Pfarrer von St. Michael, Der Jungfrauenkrieg, Sebastian Kneipp – Ein großes Leben en Heintje – Einmal wird die Sonne wieder scheinen. Steeds weer belichaamde ze het aardige meisje of de patente jonge vrouw. In de jaren 1960 trad Locker ook op in tv-operetteproducties, zoals Die Fledermaus, Die Christel von der Post, Der Vogelhändler en Das Land des Lächelns.
In 1964 nam Locker deel aan de verfilming van Tsjechovs verhaal Das Duell door Hans Schweikart in de rol van de weduwe Nadezhda Fedorovna. De verfilming Ein Florentiner Hut van Kurt Wilhelm, gebaseerd op de gelijknamige toneelkomedie van Eugène Marin Labiche, stond op haar opnameschema voor 1967.
Na televisieoptredens in een paar misdaadseries, keerde ze pas eind jaren 1990 terug naar het scherm met optredens in televisietoneelstukken. Ze was te zien in de ARD-familiesaga Geld.Macht.Liebe in de rol van Liselotte von Rheinberg en speelde in de speelfilm Rubinrot, geregisseerd door Felix Fuchssteiner.

## Privéleven
Tijdens het huwelijk met regisseur Kurt Wilhelm werd in 1963 een zoon geboren, de journalist Anatol Locker. Sinds 1974 is ze getrouwd met de acteur Richard Rüdiger. Ze verzamelt portret-miniaturen, kopergravures en glazen. Ze woont tegenwoordig in München.

## Filmografie

### Films (selectie)
- 1956: Der Schandfleck
- 1956: Dort oben, wo die Alpen glühen
- 1957: Der Jungfrauenkrieg
- 1957: Der Pfarrer von St. Michael
- 1957: Dort in der Wachau
- 1957: Heiratskandidaten
- 1958: Der Stern von Santa Clara
- 1958: Gefährdete Mädchen
- 1958: Hallo Taxi
- 1958: Ihr 106. Geburtstag
- 1958: Man müßte nochmal zwanzig sein
- 1958: Sebastian Kneipp – Ein großes Leben
- 1959: Herrn Josefs letzte Liebe
- 1959: Zwölf Mädchen und ein Mann
- 1959: Ich bin kein Casanova
- 1960: Schick deine Frau nicht nach Italien
- 1960: Hohe Tannen (Köhlerliesel)
- 1960: Frauen in Teufels Hand
- 1961: Der Orgelbauer von St. Marien
- 1962: Die Försterchristel
- 1964: Die schwedische Jungfrau
- 1965: Das Mädel aus dem Böhmerwald
- 1965: Die Banditen vom Rio Grande
- 1968: Morgens um sieben ist die Welt noch in Ordnung
- 1969: Heintje – Ein Herz geht auf Reisen
- 1969: Hurra, die Schule brennt!
- 1970: Heintje – Einmal wird die Sonne wieder scheinen
- 1971: Das haut den stärksten Zwilling um
- 1974: Auch ich war nur ein mittelmäßiger Schüler
- 2013: Rubinrot

### Televisie
- 1959: Die Fledermaus
- 1962: Die Kaiserin
- 1964: Ein Mann ist soeben erschossen worden
- 1965: Boing-Boing
- 1965: Die Pfingstorgel
- 1966: Porträt eines Helden
- 1967: Ein Florentiner Hut
- 1967: Polizeifunk ruft (aflevering Zwei Promille)
- 1970: Mein Freund Harvey
- 1970: Der Kommissar – Anonymer Anruf
- 1977: Der Schachzug
- 1980: Ringstraßenpalais
- 1981: Derrick – Prozente
- 1986: Das unverhoffte Glück
- 1987: Ein Fall für zwei – Über den Tod hinaus
- 1988: Derrick – Die Stimme
- 1993: Derrick – Geschlossene Wände
- 1997: Der Maulkorb
- 2003: Rosamunde Pilcher: Solange es dich gibt
- 2004: Forsthaus Falkenau – Brautschau
- 2004: Inga Lindström – Inselsommer
- 2005: Im Tal der wilden Rosen – Verzicht aus Liebe
- 2006: Fjorde der Sehnsucht
- 2007: Herbststurm – Die Frauen der Parkallee
- 2008: Der Prinz von nebenan
- 2009: Geld.Macht.Liebe
- 2009: Die geerbte Familie
- 2010: Vater aus heiterem Himmel
- 2010: SOKO 5113 – Der Ärger mit Bruno
- 2011: Inga Lindström – Der Tag am See
- 2012: Utta Danella – Prager Geheimnis

### Verdere films
- 1960: Linz – Kolorit einer Stadt, reclamefilm voor de stad Linz; met Haymo Pockberger e.a. (Nordico-Stadtmuseum Linz, expositie 100% Linz).

## Synchronisatie
Als synchroonspreekster leende ze haar stem aan Anouk Aimée en Yvette Mimieux (Die Weiche steht auf Tod; eerste synchroonversie). Ze is ook de vertelster in de reeks: Im Tal der wilden Rosen.

## Hoorspelen
- 1982: Olwynne Macre: Der stumme Mund – Regie: Andreas Weber-Schäfer (misdaadhoorspel – SDR)

- Bibliothèque nationale de France: cb146887039 (data)
- Gemeinsame Normdatei: 1048102777
- International Standard Name Identifier: 0000 0000 0279 6146
- Virtual International Authority File: 7650267